# Leptobrachella yunyangensis
Leptobrachella yunyangensis — вид жаб родини азійських часничниць (Megophryidae). Описаний у 2022 році.

## Опис
Видовий епітет yunyangensis відноситься до типової місцевості.

## Поширення
Ендемік Китаю. Поширений у провінції Чунцін. Типове місцезнаходження — село Ляньхуа, місто Реньхе, повіт Юньян, провінція Чунцін, Китай (108.614642°N, 31,01610562°E, 908 н.р.м.).

## Опис
Помірний розмір тіла (SVL 28,3–30,6 мм у самців). Груба дорсальна шкіра з рідкісними великими гранулами та горбками та короткими поздовжніми виступами на плечі. Чітко помітна барабанна порожнина з діаметром, меншим за діаметр ока і наявна чітка чорна надбарабанна лінія. Боки з кількома темними плямами, розташованими поздовжньо в два ряди. Чітко помітні надпахвові, стегнові, грудні та вентролатеральні залози. Двоколірна райдужка, причому верхня 1/3 райдужки мідно-помаранчева, а нижні 2/3 світло-сріблясто-сірі. Відсутність перетинки та бічної бахроми на пальцях рук і ніг з рудиментарною перетинкою та вузькою бічною бахромою. П'яти перекриваються, коли стегна розташовані під прямим кутом до тіла. Черевні поверхні горла, грудей і живота сірувато-білі з пурпурно-коричневими крапками. Поперечні темно-коричневі смуги на поверхні кінцівок і пальців.